# San Antonio la Cumbre
San Antonio la Cumbre är en ort i Mexiko.   Den ligger i kommunen Jitotol och delstaten Chiapas, i den sydöstra delen av landet, 700 km öster om huvudstaden Mexico City. San Antonio la Cumbre ligger 1 816 meter över havet och antalet invånare är 127.
Terrängen runt San Antonio la Cumbre är kuperad norrut, men söderut är den bergig. Runt San Antonio la Cumbre är det ganska tätbefolkat, med 116 invånare per kvadratkilometer. Närmaste större samhälle är Simojovel de Allende, 19,5 km nordost om San Antonio la Cumbre. I omgivningarna runt San Antonio la Cumbre växer huvudsakligen savannskog.